# Hy Hollinger
Herman «Hy» Hollinger (El Bronx, 3 de septiembre de 1918-Los Ángeles, 7 de octubre de 2015) fue un periodista especializado y publicista de estudio estadounidense. Cubrió la industria del entretenimiento tanto para Variety (1953–1960, 1979–1992) como para The Hollywood Reporter (1992–2008) durante una carrera que abarcó siete décadas. Hollinger ayudó a desarrollar un nuevo sistema para rastrear la taquilla en el extranjero mientras trabajaba para la oficina de Variety en Londres. Posteriormente se desempeñó como editor internacional en The Hollywood Reporter desde 1992 hasta 2008, cuando se jubiló a la edad de 90 años. Hollinger era considerado un experto en taquilla internacional y en la venta de producciones independientes directamente a distribuidores de películas extranjeras.

## Biografía

### Primeros años de vida
Hollinger nació como Herman Hollinger en El Bronx, Nueva York, el 3 de septiembre de 1918. Asistió a la escuela secundaria Townsend Harris en Queens, Nueva York. Trabajó como mensajero y copista en el departamento de anuncios clasificados del New York Times los sábados de 1932 a 1935 cuando era estudiante de secundaria. Durante la universidad, Hollinger consiguió una pasantía en CBS Radio, que incluía un puesto de asistencia a la cobertura de CBS de la Convención Nacional Republicana de 1940 en Filadelfia.  Hollinger se graduó en el City College de Nueva York y obtuvo una maestría en la Escuela de Periodismo de Columbia.

### Carrera
Sirvió en la Radio de las Fuerzas Armadas de 1942 a 1945 durante la Segunda Guerra Mundial. Tras el final de la guerra, Hollinger escribió para un periódico semanal en los suburbio s de Filadelfia y trabajó como reportero deportivo para el ahora desaparecido New York Morning Telegraph.
Hollinger dejó The Morning Telegraph para trabajar como publicista en Warner Bros.. Luego se unió a Variety, la revista semanal de entretenimiento, de 1953 a 1960. Mientras trabajaba con el jefe de la oficina de Variety en Londres, Don Grove, Hollinger codesarrolló un nuevo sistema para rastrear la taquilla en el extranjero, que había sido difícil de seguir en ese momento.
Hollinger luego regresó a las relaciones públicas como director de publicidad de International Telemeter Company de Paramount Pictures, una operación experimental de televisión de pago, que existió durante las décadas de 1950 y 1960. Posteriormente fue ascendido, primero a director de publicidad de producción europea de Paramount, con sede en Londres, y luego a «ad-pub» de Paramount, o vicepresidente de mercadotecnia. Trabajó en algunas de las producciones más conocidas de la época de Paramount, incluida la película de 1970, Love Story.
A principios de la década de 1970, Hollinger dejó Paramount Pictures tras un cambio en la dirección del estudio. Trabajó en relaciones públicas corporativas, a partir de 1972. Entre sus clientes se encontraban la Asociación Nacional de Jugadores de Baloncesto y Sagittarius Productions, propiedad de Edgar Bronfman Sr., director de Seagram en ese momento.
En Midtown Manhattan, a finales de los años 1970, Hollinger tuvo un encuentro casual con Syd Silverman, su antiguo jefe en Variety durante los años 1950, y Robert Hawkins, otro ejecutivo de Variety. Ese encuentro involuntario con Silverman y Hawkins llevó a Hollinger a reincorporarse al personal de Variety en 1979 como editor asociado centrado en temas internacionales dentro de la industria del entretenimiento. En el momento de la contratación de Hollinger, Variety, con sede en la ciudad de Nueva York, y Daily Variety, con sede en Hollywood, operaban esencialmente como entidades de medios distintas y separadas. La decisión de contratar a Hollinger en 1979 marcó «la primera vez en muchos años que el semanario Variety tendrá su propia presencia editorial en la capital del cine», según una historia publicada más tarde en ese momento.
Hollinger contó en 1980 que el jurado del Festival de Cannes, presidido ese año por Kirk Douglas, se había sorprendido de que una película francesa, Mi tío de América, hubiera recibido el Gran Premio de los organizadores de Cannes, a pesar de que el jurado no había elegido a la película como ganadora.
Hollinger también informó sobre el descontento generalizado con el Festival de Cannes y el MIFED, un mercado cinematográfico ya desaparecido que se celebra anualmente en Milán. Los comerciantes cinematográficos internacionales, con sede en Los Ángeles, tuvieron que asistir a Cannes y al MIFED para vender sus películas en los mercados extranjeros durante los años setenta y principios de los ochenta. En aquel momento, no había lugares comparables para vender películas estadounidenses en los mercados mundiales celebrados en Estados Unidos. Sus informes sobre los monopolios de ventas exteriores de Cannes y MIFED llevaron a la creación del American Film Market (AFM) en 1981. Al trabajo de Hollinger se le atribuye la necesidad de una alternativa estadounidense a Cannes y MIFED. Robert Meyers, miembro fundador y primer presidente del American Film Market, recordó haber preguntado a otros ejecutivos cinematográficos: «¿Por qué vamos todos a Cannes sólo para vender la película independiente estadounidense, y por qué no aquí, en los EE. UU.?», después de leer una serie de historias de Hollinger en Variety. El American Film Market, uno de los mercados líderes de la industria cinematográfica, se celebra ahora anualmente en Santa Mónica, California.
En 1992, Hollinger dejó Variety para convertirse en el editor internacional de The Hollywood Reporter. Hollinger se desempeñó como editor internacional de The Hollywood Reporter desde 1992 hasta 2008, cuando se jubiló a la edad de 90 años.
Hy Hollinger murió en el Olympia Medical Center en Los Ángeles el 7 de octubre de 2015, a la edad de 97 años. La esposa de Hollinger durante 61 años, la actriz Gina Collens, murió el 31 de mayo de 2014, a la edad de 90 años. Le sobrevivió su hija, Alicia Hollinger (nacida el 28 de mayo de 1959), artista e ilustradora.